# 二階堂行貞
二階堂行貞（日语：／ Nikaidō Yukisada，1269年—1329年3月3日）是日本鎌倉時代末期武將，鎌倉幕府政所執事，祖父是二階堂行忠，父親是二階堂行宗。

## 生涯
行貞的名字源自得宗北條氏當主鎌倉幕府第9代執權北條貞時的名諱，通稱左衛門尉，官位是山城守、信濃守。
行貞的父親二階堂行宗雖然升官至引付眾，但是早於其父親二階堂行忠在弘安9年（1286年）死去，年僅22歲的行貞則在正應3年（1290年）就任政所執事。這項人事調動不過等同繼承當主，當時仍然處於在弘安8年（1285年）憑霜月騷動掌握實權的得宗家被官內管領平賴綱的時期。
正應6年（1293年），北條貞時在平禪門之亂中擊敗平賴綱後，全盤否定賴綱時代的人事，重新回到貞時之父北條時宗的時代。同年10月，行貞亦受到牽連而被免職，改為在10月19日任命從未出任過政所執事的隱岐流二階堂行村系統的二階堂行藤。乾元元年（1302年）8月，行藤死後三個月，行貞再次就任政所執事，當時就信濃流行貞還是行藤的嫡子二階堂貞藤繼任，鎌倉幕府展開了激烈的爭論。正安3年（1301年）時，行貞出家，法號為行曉。
行貞亦是《吾妻鏡》的編者之一，如果是他安插祖父行忠為二階堂行盛之子的資訊於《吾妻鏡》的話，只是單純越過祖先，相對於隱岐流行藤和時藤，強調二階堂行光、行盛、行忠和自己的家系的正當性。
嘉曆4年2月2日（1329年3月3日），行貞死去，享年61歲，死前一直出任政所執事，其後由嫡子二階堂肯衡繼任家督。
另一名兒子二階堂行廣的兒子的子孫後來則成為六鄉氏。